# Magyarsarlós
Magyarsarlós es un pueblo ubicado en el distrito de Pécs, en el condado de Baranya, Hungría.

## Superficie
Posee una superficie de 8,030 kilómetros cuadrados.

## Demografía
Hasta 2019 la población era de 234 habitantes, con una densidad de población de 29,14 habitantes por kilómetro cuadrado.